# Lebanon (Kentucky)
Lebanon è una città degli Stati Uniti d'America, situata nello Stato del Kentucky e in particolare nella contea di Marion, della quale è il capoluogo.